# Jan Pinkava
Jan Pikava (Praga, 21 de junho de 1963) é um escritor e diretor. É conhecido por ter sido o diretor e escritor da história original de Ratatouille, Artista de História de Toy Story 2, por ter dirigido e animado Geri's Game e por ser um animador adicional Vida de Inseto 